# Vlamkruinmanakin
De vlamkruinmanakin (Heterocercus linteatus) is een zangvogel uit de familie Pipridae (manakins).

## Verspreiding en leefgebied
Deze soort komt voor van amazonisch zuidelijk Brazilië tot noordoostelijk Peru en het uiterste noordoosten van Bolivia.

## Status
De grootte van de populatie is niet gekwantificeerd maar de soort wordt omschreven als schaars en met een versnipperde verspreiding. Op de Rode lijst van de IUCN heeft deze soort de status niet bedreigd.